# Zeferino Antônio de Sousa
Zeferino Antônio de Sousa foi um político brasileiro.
Foi capitão da 5ª Companhia do Batalhão de Caçadores de 1ª Linha (10 de junho de 1823).
Foi deputado à Assembleia Legislativa Provincial de Santa Catarina na 1ª legislatura (1835 — 1837).